# Urzędy fikcyjne w I Rzeczypospolitej
Urzędy fikcyjne w I Rzeczypospolitej – urzędy w Rzeczypospolitej Obojga Narodów, które istniały, mimo że przestały istnieć ich realne desygnaty. Dotyczyło to przede wszystkim urzędów odnoszących się do terytoriów utraconych przez Rzeczpospolitą w XVII wieku. W 1660 przestały istnieć województwa wendeńskie, parnawskie i dorpackie, a w 1667 r. smoleńskie i czernihowskie, mimo to do końca Rzeczypospolitej istniała ich administracja, wydawano przywileje i nominacje obejmujące całą hierarchię urzędów ziemskich wymienionych województw.
Istnienie tych fikcyjnych urzędów wynikało ze szczególnej roli urzędu w opinii szlachty, dla której urzędy, w większości i tak honorowe, niezwiązane z wynagrodzeniem ani rzeczywistymi obowiązkami, zastępowały brak arystokratycznych tytułów w czasach, gdy teoretycznie panowała równość szlachecka. Urzędy często w rzeczywistości pełniły funkcję analogiczną do tytułów szlacheckich w innych krajach – określały pozycję danej osoby zgodnie z istniejącą hierarchią urzędów. Jednocześnie posiadanie urzędu podkreślało znaczenie i rolę danego szlachcica jako świadomego obywatela i współtwórcy Pospolitej Rzeczy.
Wyrazem tęsknoty za urzędami, których przy dużej ilości szlachty zawsze brakowało, mimo rozbudowanej hierarchii urzędów, był niespotykany gdzie indziej zwyczaj przechodzenia tytułu urzędowego z ojca na syna (w przypadku braku własnego) lub nawet na wnuka. Syn starosty w takim wypadku tytułował się starościcem, córka starościanką, wnuk, jeśli i on nie doczekał się jakiegoś urzędu, zwał się starościcowiczem, a wnuczka starościcówną. Nie tylko młodzieńcy, ale i dożywający swych lat starcy, nie doczekawszy się urzędu, tytułowali siebie stolnikiewiczami czy rejentowiczami.